# Albany Nordiskafilt

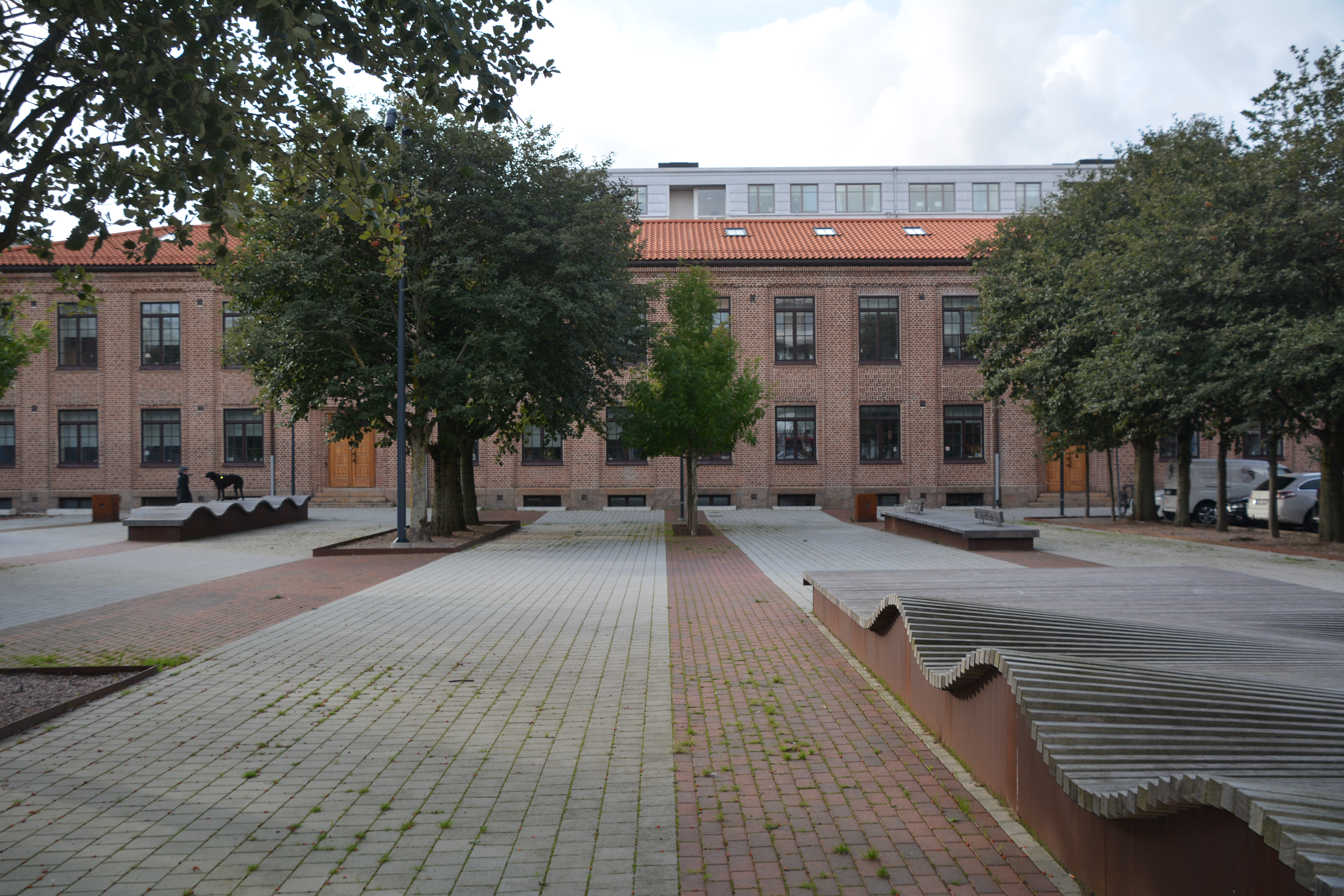
Nordiskafilts gamla kontor vid nuvarande Ernst Wigforss plats

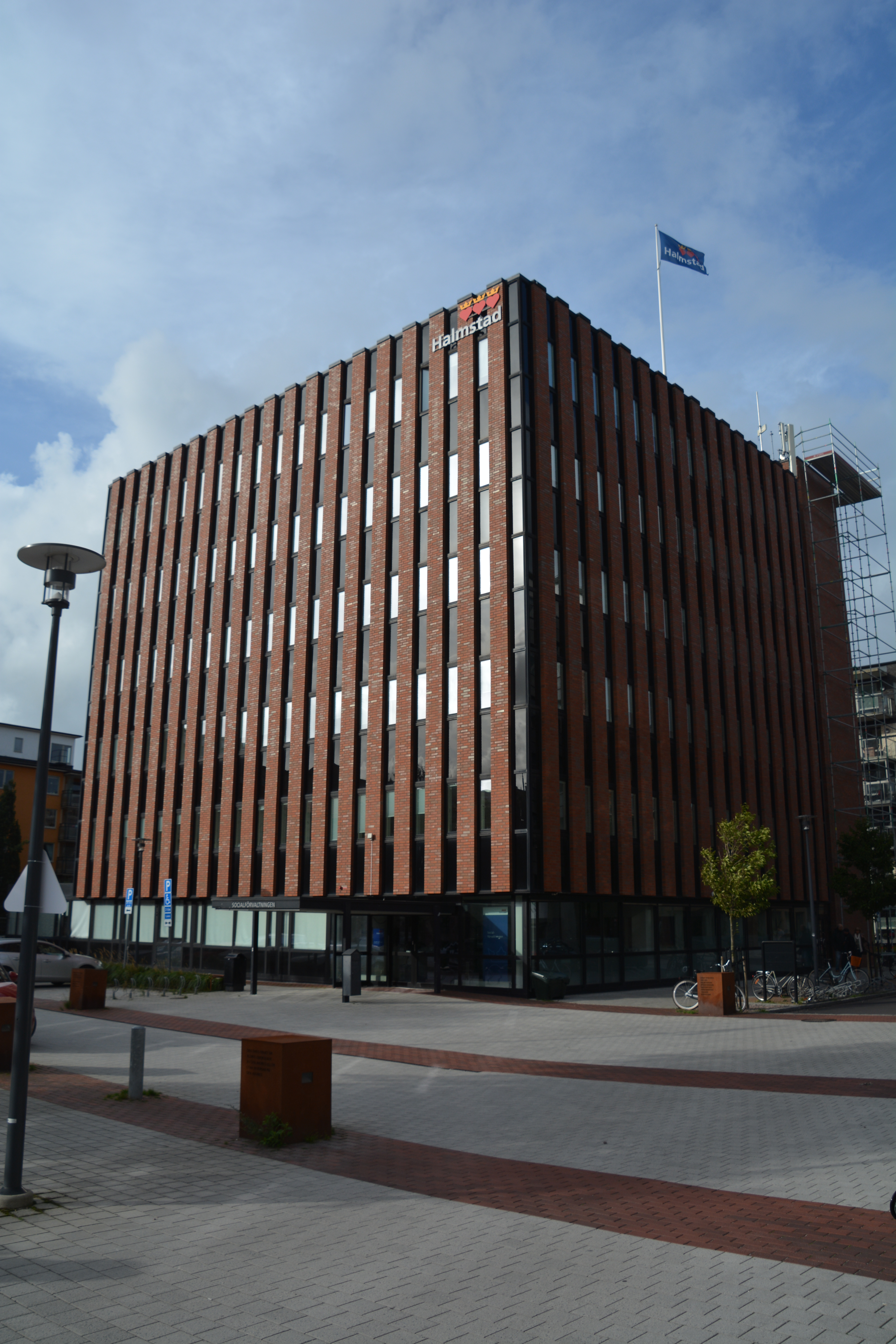
Nordiskafilts nyare kontor vid nuvarande Ernst Wigforss plats

Albany Nordiskafilt AB tillverkar och marknadsför maskinbeklädnad för textil-, pappers- och massaindustrin. 

## Historia
Nordiskafilt AB startades 1904 som ett familjeföretag under namnet Nordiska Maskinfilt AB av Robert Kanth och Gustaf Adolf von Reis den yngre som var handelsresande vid Wallbergs Fabriks AB och låg fram till 1991 inne i Halmstad vid Nissans östra sida. Numera arbetar det över 600 personer i företaget och hela tiden har företaget haft pappersindustrin som sina kunder. Sommaren 1905 invigdes fabriken vid Gamletullsområdet i Halmstad. Fabriken hade då 28 anställda men expanderade snabbt. Utbyggnader skedde 1907, 1910 och 1912. 1914 hade man 143 anställda.
Under första världskriget mer än tredubblades produktionen, främst genom inhemsk efterfrågan men delvis genom en ökad export till Ryssland, 1917 utgjorde exporten till Ryssland 25 % av produktionen. Efter produktionstopp 1917–18 på grund av råvarubrist, kom produktionen igång igen efter kriget, och ett uppdämt behov av filt ledde till stora exportframgångar. 1929 exporterade man sina produkter till 28 länder. Krigsutbrottet, 1939 blev det ett stort avbräck för företaget, då exporten helt avtog. Man klarade dock att hålla produktionen igång tack vare stora inköp av råvaror kort före krigsutbrottet. Den hämmade produktionen kom igång med nya krafter efter 1945. 1951 hade man 423 anställda.
1958 inleddes ett tekniskt samarbete med Albany Felt, som 1959 köpte upp 25 procent  av aktierna i Nordiskafilt. Sedan Nordiskafilt 1965 sålt sina aktier i Scapa Dryers köpte man istället 12 procent av aktierna i Albany. År 1969 bildades Albany International Corporation genom samgående mellan Albany Felt, Nordiskafilt och Appleton Wires, och blev därigenom världsledande inom maskinbeklädnad.
År 1993 tog man namnet Albany Nordiskafilt AB. Den lokala konkurrenten, Wallbergs Fabriks AB som också tillverkade maskinfilt för pappersmaskiner, köptes upp 1990. Mellan åren 1988 och 1991 flyttades hela fabriken ut till Flygstaden i närheten av Halmstads flygplats. Numera står bara det gamla vattentornet och kontorshuset kvar på den gamla tomten vid Gamletull. Alla andra byggnader är rivna och ett nytt bostadsområde har här byggts.
1997 hade man en omsättning på 860 miljoner kronor och 748 anställda.

## Företagsledarna
En av de första anställda var den 14-årige Gottfrid Westerberg som 1917 blev företagsledare och huvudägare. Hans son Gunnar O. Westerberg övertog senare befattningen och innehade den fram till 1969, då han blev Albanys Europachef. Efter honom som VD kom Thomas Richardson, som följdes av Lars Karlsson, som på 25 år hade avancerat från systemare på dataavdelningen, datachef 1978, produktionschef och 1992 chef för systerföretaget Fennofelt i Finland, men som tre år senare kom tillbaka till Halmstad som VD vid fabriken på Söndrumsområdet. 
I Halmstad har en gata, Westerbergs gata, uppkallats efter den tidigare verkställande direktören och huvudägaren Gunnar O. Westerberg. Gatan är belägen inom det område som numera kallas Nissastrand vid Gamletull öster om Nissan där Albany Nordiskafilt AB fram till cirka 1990 hade sina tidigare fabriker.

## Tillverkning
På Albany Nordiskafilt AB tillverkas kompletterande utrustning för pappersmaskiner som formningsviror, pressfilt och torkviror som används i tre olika processteg vid papperstillverkning. En av företagets patent är formningsvira av plast, som patenterades 1972. Tidigare tillverkades formningsviror av bronslegering.